# Jersey Evening Post
Le Jersey Evening Post (surnommé localement « JEP ») est un quotidien édité à Jersey depuis 1890. Le journal fut édité en grand format jusqu'en 1977, paru ensuite sous le format tabloïd. Le journal est rédigé essentiellement en anglais, cependant il publia jusqu'en 2007, une page quotidienne entièrement en jersiais et en français. Depuis cette date, un article en jersiais est édité une fois tous les quinze jours dans la rubrique « La gâzette du sé » (en français : La gazette du soir) et un dicton jersiais publié quotidiennement.

## Historique

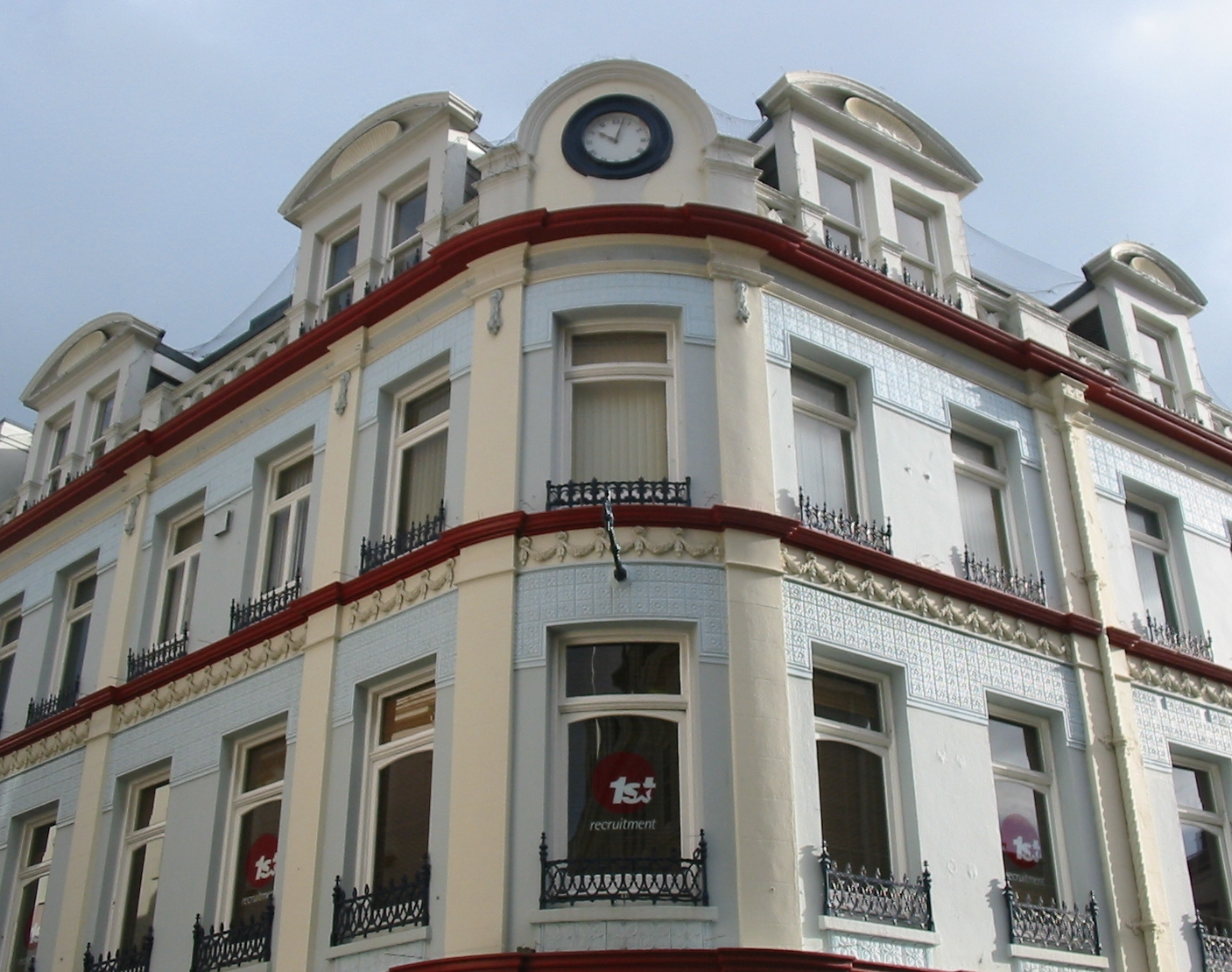
L'ancien bâtiment du Jersey Evening Post.

Le Jersey Evening Post est fondé en 1890 par H.P. Butterworth sous le titre Evening Post, mais Butterworth ne conserve son journal que quelques semaines après son lancement car il est racheté par l'imprimeur Walter Guiton.
Jusqu'en 1926, le journal est imprimé page par page sur une presse à plat. Walter équipe son imprimerie d'une rotative. Walter Guiton reste le titulaire principal et rédacteur en chef jusqu'à l'année suivante, lorsque son beau-fils Arthur Harrison prend le relais. Ce dernier demeure à la tête du journal jusqu'en 1944, année au cours de laquelle, son fils, Arthur G. Harrison lui succède. Sous les Harrison, le journal, tout en subissant peu de changement technique, passe sous la surveillance et la censure de l'occupation militaire allemande durant la Seconde Guerre mondiale, de 1940 à 1945. 
À la suite de la fermeture du journal anglophone Morning News en 1949, l' Evening Post demeure le seul quotidien de langue anglaise de Jersey. Avec la fermeture du journal de langue française Les Chroniques de Jersey à la fin de l'année 1959, l'Evening Post devient l'unique quotidien jersiais.
En 1967, l'Evening Post change son titre pour devenir le Jersey Evening Post.
Dès l'arrêt de la parution du dernier quotidien francophone, Les Chroniques de Jersey, le Jersey Evening Post consacre une page en langue jersiaise et française et accueille ses premiers articles en jersiais le 2 janvier 1960. Les articles sont rédigés successivement par Ph'lip et Merrienne, suivi de Edward Le Brocq, puis George Francis Le Feuvre, Arthur de la Mare et aujourd'hui par Geraint Jennings.
Enfin tous les trimestres, le quotidien jersiais édite un supplément entièrement en français pour ses lecteurs francophones de Jersey. Ce supplément en français et en jersiais s'intitule "Le Rocher".